# スキャンダル (ゲーム)
『スキャンダル』（SCANDAL）は、2000年6月29日にソニー・コンピュータエンタテインメントより発売されたPlayStation 2用アドベンチャーゲーム。
『やるドラ』シリーズの第5作目。企画・原作・アニメーション制作はProduction I.G。MPEG2規格とDVDメディアを採用したフルデジタルアニメーションにより、当時の劇場映画レベルの滑らかな映像と、動画の合計時間180分のボリュームを実現。以前の「やるドラ」シリーズは「プレイヤー=主人公」だったが、本作は主人公の女性を中心に物語が展開するが、第三者としての視点に変更された。

## 概要
選択肢には時間制限のない種類とリアルタイムに決断を迫られる時間制限選択肢がある。どの選択肢を選ぶこともなく時間切れになった場合の選択肢も用意されている。シナリオ分岐は非常に多くなっている。プレイヤーの行動選択によって導かれるエンディングは35種類。各エンディングには「シナリオ達成率」とともに「ENDナンバー」が表示される。

## ストーリー
業界では有名な報道人を父親にもつ、芸能専門の女性スクープカメラマン・北沢沙紀。スクープ情報を入手するために中華街の情報屋ラオシューを訪れる。沙紀は、有名ミュージシャン、ジル・サウザーのスキャンダル情報を購入する。そしてジルのパーティーに潜り込み写真の撮影に成功するが、ハエジマと呼ばれる男に発見され、追われることになる。その写真には「スキャンダル以外の何か」が写っていたのであった。
それ以来、彼女の生活はその写真を巡って一変してしまう。誰が敵か味方か分からない状況で、写真の謎をつかみ、無事に身を守ることができるのか?

## 登場人物
北沢 沙紀
声 - 高乃麗
ゴシップ誌のカメラマン。主人公の24歳。スクープ写真とともに意外な事実を写したため命を狙われる。
リョウ
声 - 江原正士
東南アジア系の謎の男。沙紀が行く先々に現れる。
加々美 達矢
声 - 子安武人
京大法学部卒のキャリア警官。先輩刑事の死に疑問を感じ、独自に調査中。警察庁上層部の命令を無視して行動する。沙紀にネガフィルムの譲渡を迫る。
ハエジマ
声 - 麦人
武器密輸組織の幹部。フィルム強奪のため沙紀の命を狙う暗殺者。
澤木 蓮
声 - 鈴村健一
写真専門学校に通う青年。沙紀の助手として働いている。
望月 のどか
声 - 内川藍維
沙紀と同居している友人。スタイリストを目指している。
シャンマオ
声 - 勝生真沙子
ラオシュー
声 - 石森達幸
小野塚警部
声 - 金尾哲夫
北沢 彰
声 - 大友龍三郎
和泉 沙耶香
声 - 堀江由衣
黒樹 玲子
声 - 柏倉つとむ
編集長
声 - 長嶝高士
受付嬢
声 - 中西裕美子
バイト
声 - 吉野裕行
捜査員
声 - 橋本昌也、須藤明徳

## 主題歌
エンディングテーマ「ラバーズ」（WALLABY収録）
歌：Hysteric Blue / 作詞：Tama / 作曲：たくや / 編曲：佐久間正英&Hysteric Blue

## スタッフ
- 企画・原作：Production I.G
- アニメーション監督：西久保瑞穂
- 脚本：川崎ヒロユキ
- キャラクター原案・イメージボード：岸田隆宏
- キャラクターデザイン・総作画監督：石井明治
- 音響監督：田中英行
- 音楽：岩品新
- ゲームディレクター：松原順
- ディレクター：宮木和人、松村孝晃
- 企画原案・開発プロデューサー：東郷光宏
- エグゼクティブプロデューサー：石川光久、山元哲治
- 製作総指揮：佐藤明、竹野史哉、佐伯雅司
- 制作：シュガーアンドロケッツ、Production I.G
- 製作・著作：ソニー・コンピュータエンタテインメント

## 評価
『週刊ファミ通』のクロスレビューでは、31点と採点され、30点から31点のソフトが対象となる「シルバー殿堂」入りとなった。

## 関連商品
- スキャンダル オフィシャルガイドブック、2000年7月14日発売、エンターブレイン、ISBN 4-7577-0158-6、攻略本[5]
- 電撃攻略王 やるドラDVDスキャンダル 攻略&VISUAL BOOK、2000年7月14日発売、メディアワークス、ISBN 4-8402-1565-0、攻略本[6]